# 汇泉广场站
汇泉广场站，位于中华人民共和国山东省青岛市市南区文登路与延安一路交叉口地下，是青岛地铁3号线的地铁车站。

## 沿革
- 2009年11月30日，青岛地铁一期工程正式奠基，地铁车站土建开始。
- 2016年12月18日，青岛地铁3号线全线通车，汇泉广场站正式启用。

## 车站结构
地铁3号线经过此站时为东西方向，沿文登路伸展。
车站为地下二层岛式站台车站，车站站厅宽17.6 m、长84.6 m、面积1488.96 m²，站台层宽17.6 m、长120 m、面积1045.4 m²，站台宽8.8 m、有效长113.6 m。
车站主体为明挖法施工，设3个出入口、3组风亭、1个消防出入口，分别位于文登路的南北两侧。

### 楼层
| G                 | 地面 | 出入口 |
| B1                | 站厅 | 服务中心、自动售票                                                                                          |
| B2                | 站台 | \| \| \| 3号线往青岛站（人民会堂） \| \| 島式 · 開左邊车门 \| \| \| \| \| \| 3号线往青岛北站（中山公园） \| |
|                   |      | 3号线往青岛站（人民会堂）                                                                                   |
| 島式 · 開左邊车门 |      | |
|                   |      | 3号线往青岛北站（中山公园）                                                                                 |

## 出入口
- ：文登路北侧，延安一路东侧
- ：文登路南侧，汇泉广场北侧
- ：文登路南侧，延安一路东侧
  - 注： 设有

## 公共艺术品
主题《山水同城》陶瓷壁画高2.7米，长21米。作者采用抽象的绘画语言，点、线、色面的移动变化，抽象了青岛的山、海、地上地下，诗意地表现了在岛城旅行中的情感。画面绮丽多彩、浪漫抒情。

## 车站周边
汇泉广场站坐落于青岛海滨风景区内汇泉广场北侧、北草坪南侧，距离黄海汇泉湾最短直线距离约400米。正东方向约500米即是天泰体育场和中山公园；正南方向约1.5千米为汇泉角。

## 换乘
汇泉广场站除自身轨道交通性质外，还可实现与市内公交车和出租车的近距离换乘：
- 分布于周边的公交车站，包括以下路线的停靠站点：6、15、26、31、202、214、219、223、228、231、302、304、311、312、316、321、368、370、411、468、501、604、605、隧道2、隧道6路等。